# Uruguayaans voetbalelftal in 1992
Het Uruguayaans voetbalelftal speelde in totaal acht interlands in het jaar 1992. Alle duels betroffen vriendschappelijke wedstrijden. Verdedigers Nelson Cabrera en Daniel Sánchez kwamen in alle acht duels in actie.

## Balans
| Wedstrijden | Wedstrijden | Wedstrijden | Wedstrijden | Doelpunten | Doelpunten | Doelpunten | Punten |
| Gespeeld    | Winst       | Gelijk      | Verlies     | Voor       | Tegen      | Saldo      | Punten |
| ----------- | ----------- | ----------- | ----------- | ---------- | ---------- | ---------- | ------ |
| 8           | 5           | 1           | 2           | 11         | 8          | +3         | 1.375  |

## Interlands
|                                                     |                |       |          |                                                                                     |
| 30 april Vriendschappelijk № 572 «onderlinge duels» | Uruguay        | 1 – 0 | Brazilië | Estadio Centenario, Montevideo Toeschouwers: 20.000 Scheidsrechter: Juan Bava (ARG) |
| 30 april Vriendschappelijk № 572 «onderlinge duels» | Adrián Paz 70' |       |          | Estadio Centenario, Montevideo Toeschouwers: 20.000 Scheidsrechter: Juan Bava (ARG) |

|                                                    |                                          |       |           |                                                                                               |
| 21 juni Vriendschappelijk № 573 «onderlinge duels» | Uruguay                                  | 2 – 0 | Australië | Estadio Centenario, Montevideo Toeschouwers: 18.000 Scheidsrechter: Juan Carlos Loustau (ARG) |
| 21 juni Vriendschappelijk № 573 «onderlinge duels» | Sergio Martínez 74' Alejandro Larrea 84' |       |           | Estadio Centenario, Montevideo Toeschouwers: 18.000 Scheidsrechter: Juan Carlos Loustau (ARG) |

|                                                   |                                                           |       |                     |                                                                                              |
| 4 juli Vriendschappelijk № 574 «onderlinge duels» | Uruguay                                                   | 3 – 1 | Ecuador             | Estadio Centenario, Montevideo Toeschouwers: 15.000 Scheidsrechter: Juan Carlos Crespi (ARG) |
| 4 juli Vriendschappelijk № 574 «onderlinge duels» | Fernando Kanapkis 8' Adrián Paz 56' José Luis Zalazar 58' |       | 83' Ángel Fernández | Estadio Centenario, Montevideo Toeschouwers: 15.000 Scheidsrechter: Juan Carlos Crespi (ARG) |

|                                                       |                                          |       |                         |                                                                                              |
| 1 augustus Vriendschappelijk № 575 «onderlinge duels» | Uruguay                                  | 2 – 1 | Costa Rica              | Estadio Centenario, Montevideo Toeschouwers: 16.000 Scheidsrechter: Francisco Lamolina (ARG) |
| 1 augustus Vriendschappelijk № 575 «onderlinge duels» | Guillermo Sanguinetti 30' Adrián Paz 42' |       | 89' (pen.) Austin Berry | Estadio Centenario, Montevideo Toeschouwers: 16.000 Scheidsrechter: Francisco Lamolina (ARG) |

|                                                         |         |       |            |                                                                                         |
| 23 september Vriendschappelijk № 576 «onderlinge duels» | Uruguay | 0 – 0 | Argentinië | Estadio Centenario, Montevideo Toeschouwers: 35.000 Scheidsrechter: Félix Benegas (PAR) |
| 23 september Vriendschappelijk № 576 «onderlinge duels» |         |       |            | Estadio Centenario, Montevideo Toeschouwers: 35.000 Scheidsrechter: Félix Benegas (PAR) |

|                                                        |            |       |                                    | |
| 25 november Vriendschappelijk № 577 «onderlinge duels» | Brazilië   | 1 – 2 | Uruguay                            | Estádio Ernâni Sátiro, Campina Grande Toeschouwers: 18.000 Scheidsrechter: José da Silva França (BRA) |
| 25 november Vriendschappelijk № 577 «onderlinge duels» | Edmundo 4' |       | 42' Nelson Cabrera 65' Hugo Guerra | Estádio Ernâni Sátiro, Campina Grande Toeschouwers: 18.000 Scheidsrechter: José da Silva França (BRA) |

|                                                        |         |                    |       |                                                                                            |
| 29 november Vriendschappelijk № 578 «onderlinge duels» | Uruguay | 0 – 1              | Polen | Estadio Centenario, Montevideo Toeschouwers: 15.000 Scheidsrechter: Javier Castrilli (ARG) |
| 29 november Vriendschappelijk № 578 «onderlinge duels» |         | 81' Dariusz Gęsior |       | Estadio Centenario, Montevideo Toeschouwers: 15.000 Scheidsrechter: Javier Castrilli (ARG) |

|                                                        |                  |       |                                                                              |                                                                                               |
| 20 december Vriendschappelijk № 579 «onderlinge duels» | Uruguay          | 1 – 4 | Duitsland                                                                    | Estadio Centenario, Montevideo Toeschouwers: 17.830 Scheidsrechter: Juan Carlos Loustau (ARG) |
| 20 december Vriendschappelijk № 579 «onderlinge duels» | Héctor Morán 84' |       | 41' Guido Buchwald 60' Andreas Möller 70' Thomas Häßler 76' Jürgen Klinsmann | Estadio Centenario, Montevideo Toeschouwers: 17.830 Scheidsrechter: Juan Carlos Loustau (ARG) |

## Statistieken
| Robert Siboldi        | 1965-09-24 | Atlas Guadalajara         | 6 | 0 | 0 | 6  | 0 |
| Luis Barbat           | 1968-06-17 | Liverpool Montevideo      | 2 | 0 | 0 | 2  | 0 |
| Verdediging           |            |                           |   |   |   |    |   |
| Nelson Cabrera        | 1967-07-18 | Danubio FC                | 8 | 0 | 1 | 16 | 1 |
| Daniel Sánchez        | 1961-05-03 | Danubio FC                | 8 | 0 | 0 | 15 | 1 |
| Fernando Kanapkis     | 1966-06-06 | Club Deportivo Mandiyú    | 6 | 0 | 1 | 6  | 1 |
| Éber Moas             | 1969-03-25 | CA Independiente          | 3 | 0 | 0 | 18 | 0 |
| Guillermo Sanguinetti | 1966-06-21 | Gimnasia y Esgrima        | 2 | 0 | 1 | 11 | 1 |
| Luis da Luz           | 1968-06-02 | Danubio FC                | 1 | 0 | 0 | 1  | 0 |
| Cesilio de los Santos | 1965-02-12 | Club América              | 1 | 0 | 0 | 2  | 0 |
| Milton Gómez          | 1969-11-11 | CA Bella Vista            | 1 | 0 | 0 | 1  | 0 |
| Leonardo Ramos        | 1969-09-11 | Vélez Sársfield           | 1 | 1 | 0 | 3  | 0 |
| Middenveld            |            |                           |   |   |   |    |   |
| Marcelo Saralegui     | 1971-05-18 | Torino FC                 | 6 | 0 | 0 | 6  | 0 |
| Jorge Barrios         | 1961-01-24 | Peñarol                   | 4 | 0 | 0 | 60 | 3 |
| Santiago Ostolaza     | 1962-07-10 | Querétaro FC              | 3 | 0 | 0 | 33 | 5 |
| Héctor Morán          | 1962-02-13 | Club Deportivo Mandiyú    | 2 | 1 | 1 | 13 | 1 |
| Luis Carlos Sánchez   | 1964-05-17 | Peñarol                   | 2 | 1 | 0 | 3  | 0 |
| Alejandro Larrea      | 1966-12-05 | Estudiantes de La Plata   | 2 | 0 | 1 | 2  | 1 |
| Julio César Gómez     | 1966-09-23 | Club Nacional             | 2 | 0 | 0 | 2  | 0 |
| Diego Dorta           | 1971-12-31 | Peñarol                   | 1 | 4 | 0 | 6  | 0 |
| Álvaro Gutiérrez      | 1968-07-21 | Club Nacional             | 1 | 0 | 0 | 11 | 1 |
| Andrés Martinez       | 1972-10-16 | Peñarol                   | 1 | 0 | 0 | 1  | 0 |
| Gustavo Matosas       | 1967-05-25 | Racing Club de Avellaneda | 1 | 0 | 0 | 7  | 1 |
| Claudio Morena        | 1969-12-19 | Tecos de Guadalajara      | 1 | 0 | 0 | 1  | 0 |
| Yubert Lemos          | 1962-06-12 | Club Nacional             | 0 | 1 | 0 | 1  | 0 |
| Aanval                |            |                           |   |   |   |    |   |
| Hugo Guerra           | 1966-02-25 | Gimnasia y Esgrima        | 5 | 0 | 1 | 5  | 1 |
| José Luis Zalazar     | 1963-10-26 | Albacete Balompié         | 5 | 0 | 1 | 21 | 4 |
| Wálter Peletti        | 1966-05-31 | CA Huracán                | 5 | 0 | 0 | 5  | 0 |
| Adrián Paz            | 1968-09-09 | Estudiantes de La Plata   | 4 | 0 | 3 | 4  | 3 |
| José Enrique García   | 1967-12-23 | Club Nacional             | 1 | 2 | 0 | 3  | 0 |
| Gerardo Miranda       | 1963-08-30 | Club Nacional             | 1 | 1 | 0 | 2  | 0 |
| Ricardo dos Santos    | 1965-04-19 | Albacete Balompié         | 1 | 0 | 0 | 1  | 0 |
| Peter Méndez          | 1964-01-27 | Los Millonarios           | 1 | 0 | 0 | 9  | 4 |
| Sergio Martínez       | 1969-02-15 | Boca Juniors              | 0 | 2 | 1 | 21 | 3 |
| Gerardo Rodríguez     | 1966-11-26 | CA Bella Vista            | 0 | 1 | 0 | 1  | 0 |

AUF · A-internationals · Selecties · Bondscoaches · Uruguayaans vrouwenelftal · Olympisch elftal · Uruguay U21 · Uruguay U20 · Uruguay U19 · Uruguay U18 · Uruguay U17
1900 – 1909 ·
1910 – 1919 ·
1920 – 1929 ·
1930 – 1939 ·
1940 – 1949 ·
1950 – 1959 ·
1960 – 1969 ·
1970 – 1979 ·
1980 – 1989 ·
1990 – 1999 ·
2000 – 2009 ·
2010 – 2019 ·
2020 – 2029
WK 1930 · 
WK 1950 · 
WK 1954 · 
WK 1962 · 
WK 1966 · 
WK 1970 ·
WK 1974 · 
WK 1986 · 
WK 1990 · 
WK 2002 · 
WK 2010 · 
WK 2014 · 
WK 2018
OS 1924 · 
OS 1928 ·
OS 2012
1902 · 
1903 · 
1904 · 
1905 · 
1906 · 
1907 · 
1908 · 
1909 ·
1910 · 
1911 · 
1912 · 
1913 · 
1914 · 
1915 · 
1916 · 
1917 · 
1918 · 
1919 ·
1920 · 
1921 · 
1922 · 
1923 · 
1924 · 
1925 · 
1926 · 
1927 · 
1928 · 
1929 ·
1930 · 
1931 · 
1932 · 
1933 · 
1934 · 
1935 · 
1936 · 
1937 · 
1938 · 
1939 ·
1940 · 
1941 · 
1942 · 
1943 · 
1944 · 
1945 · 
1946 · 
1947 · 
1948 · 
1949 ·
1950 · 
1951 · 
1952 · 
1953 · 
1954 · 
1955 · 
1956 · 
1957 · 
1958 · 
1959 ·
1960 · 
1961 · 
1962 · 
1963 · 
1964 · 
1965 · 
1966 · 
1967 · 
1968 · 
1969 ·
1970 · 
1971 · 
1972 · 
1973 · 
1974 · 
1975 · 
1976 · 
1977 · 
1978 · 
1979 ·
1980 · 
1981 · 
1982 · 
1983 · 
1984 · 
1985 · 
1986 · 
1987 · 
1988 · 
1989 ·
1990 ·
1991 · 
1992 · 
1993 · 
1994 · 
1995 · 
1996 · 
1997 · 
1998 · 
1999 · 
2000 · 
2001 · 
2002 · 
2003 · 
2004 · 
2005 · 
2006 · 
2007 · 
2008 · 
2009 · 
2010 · 
2011 · 
2012 · 
2013 · 
2014 · 
2015 · 
2016 ·
2017 ·
2018 ·
2019 ·
2020 ·
2021 ·
2022 ·
2023 ·
2024
Algerije ·
Angola ·
Argentinië ·
Australië ·
België ·
Bolivia ·
Brazilië ·
Bulgarije ·
Canada ·
Chili ·
China ·
Colombia ·
Costa Rica ·
Cuba ·
DDR ·
Denemarken ·
Duitsland ·
Ecuador ·
Egypte ·
Engeland ·
Estland ·
 Finland ·
Frankrijk ·
Georgië ·
Ghana ·
Guatemala ·
Haïti ·
Honduras ·
Hongarije ·
Ierland ·
India ·
Indonesië ·
Irak ·
Iran ·
Israël ·
Italië ·
Ivoorkust ·
Jamaica ·
Japan ·
Joegoslavië ·
Jordanië ·
Libië ·
Luxemburg ·
Maleisië ·
Mexico ·
Marokko ·
Nederland ·
Nicaragua ·
Nieuw-Zeeland ·
Nigeria ·
Noord-Ierland ·
Noorwegen ·
Oekraïne ·
Oezbekistan ·
Oman ·
Oostenrijk ·
Panama ·
Paraguay ·
Peru ·
Polen ·
Portugal ·
Roemenië ·
Rusland ·
Saarland ·
Saoedi-Arabië ·
Schotland ·
Senegal ·
Servië & Montenegro ·
Singapore ·
Slovenië ·
Sovjet-Unie ·
Spanje ·
Tahiti ·
Thailand ·
Trinidad en Tobago · 
Tsjechië ·
Tsjecho-Slowakije ·
Tunesië · 
Turkije ·
Venezuela ·
Verenigde Arabische Emiraten ·
Verenigde Staten ·
Wales ·
Zuid-Afrika ·
Zuid-Korea ·
Zweden ·
Zwitserland
Argentinië (1986) ·
België (1990) ·
Brazilië (1950) · 
Colombia (2014) ·
Costa Rica (2014) ·
Denemarken (1986) ·
Denemarken (2002) ·
Duitsland (2010) ·
Egypte (2018) ·
Engeland (2014) ·
Frankrijk (2002) ·
Frankrijk (2010) ·
Frankrijk (2018) ·
Ghana (2010) ·
Italië (1990) ·
Italië (2014) ·
Mexico (2010) ·
Nederland (1974) ·
Nederland (2010) ·
Portugal (2018) ·
Rusland (2018) ·
Saoedi-Arabië (2018) ·
Schotland (1986) ·
Senegal (2002) ·
Spanje (1990) ·
West-Duitsland (1986) ·
Zuid-Afrika (2010) ·
Zuid-Korea (1990) ·
Zuid-Korea (2010)